# Antennella kiwiana
Antennella kiwiana är en nässeldjursart som beskrevs av Peter Schuchert 1997. Antennella kiwiana ingår i släktet Antennella och familjen Halopterididae. Inga underarter finns listade i Catalogue of Life.